# Sirex californicus
Sirex californicus (лат.) — вид крупных перепончатокрылых насекомых рода Sirex из семейства рогохвостов (Siricidae). Обнаружены в Северной Америке: Канада, США.

## Описание
Развиваются на хвойных растениях из рода сосен Pinus (99 % выращенных экземпляров) и других Pinaceae: Larix occidentalis, Pinus albicaulis, Pinus contorta, Pinus coulteri, Pinus jeffreyi, Pinus lambertiana, Pinus monticola, Pinus ponderosa, Pinus sylvestris, Pseudotsuga menziesii и Cupressus macrocarpa (кипарисовые), в которых растут их личинки, повреждая древесину ствола. Основная окраска рогохвостов чёрная, блестящая. Самки отличаются полностью чёрными ногами (у других видов они светлые); у самцов часть брюшка и ноги красновато-коричневые. Жгутик усиков содержит 12 или более члеников. Переднее крыло угловато округлённое, в нём развита кубитальная жилка Cu1, ячейки 1Rs2 и 3R1. В заднем крыле развита ячейка 1A. Задние голени с двумя апикальными шпорами. Самки обладают массивным, длинным яйцекладом, которым прокалывают растения для откладки яиц
.